# Cueva del Lagrimal
La cueva del Lagrimal está situada en la Sierra de Salinas, entre Villena (Alicante) y Yecla (Murcia). Se han hallado en ella restos desde el mesolítico hasta la Edad Media. Tiene unos quince metros de boca, veintiocho de profundidad y cinco de altura. Se abre en un escarpe vertical de más de veinte metros. Un plano normal a la línea divisoria dejaría la zona de la boca en término de Yecla y el interior en el de Villena.
Se realizaron en ella dos campañas de excavación, una a finales de 1955 y otra en julio de 1956, que pusieron de manifiesto cuatro niveles claramente estratificados:
- Nivel IV: mesolítico, contiene microburiles, escasos microlitos geométricos, abundantes laminillas de borde rebajado y conchas perforadas.[1]
- Nivel III: neolítico de cuevas sin cerámica cardial. Contiene hojillas de borde abatido, un mayor índice geométrico, brazaletes de concha, abundante cerámica lisa y cuatro fragmentos adornados con líneas finamente incisas.[1]
- Nivel II: eneolítico, disminuye el índice de hojillas de borde abatido y sigue aumentando el de microlitos, pero hay ya cuatro puntas de flecha bifaciales, hachas pulimentadas, brazaletes de concha, cerámicas lisas, trozos de un colador o encella, cinco fragmentos con adorno acanalado y dos punzones de cobre, uno de ellos con su mango de asta. Se trata del último nivel de ocupación de cueva por los habitantes prehistóricos.[1]
- Nivel I: moderno, gran cantidad de restos medievales.[1]